# Apyrrothrix
Apyrrothrix este un gen de fluturi din familia Hesperiidae. 